# Újonnan iparosodott ország
Az újonnan iparosodott ország vagy újonnan iparosodó ország, -gazdaság (angol: newly industrialized country, newly industrializing country -ecomony, NIC, NIE) olyan társadalmi-gazdasági besorolás, amelyet a politológusok és közgazdászok a világ több országára használnak. Olyan országok, amelyek gazdasága még nem érte el a fejlett országok státuszát, de makrogazdasági értelemben felülmúlták a fejlődő országokat.
Az ilyen országokat továbbra is fejlődő országnak tekintik, csak abban különböznek a többi fejlődő nemzettől, hogy a növekedésük sokkal magasabb hozzájuk képest.
Továbbá itt az iparosodás társadalmi következményei, mint például az urbanizáció, átszervezik a társadalmat.

## Az országok

Az újonnan iparosodott országok 2010-ben. Ez köztes kategória a „fejlett” és a „fejlődő” között

A kifejezést 1970 körül kezdték használni, amikor az ún. ázsiai tigrisek, a tajvani, szingapúri, hongkongi és dél-koreai államok és területek a tudomány, a technológiai innováció és a gazdasági jólét, valamint az iparosodás terén globálisan versenyképessé váltak az 1970-es és 1980-as években. Ma már ezeket a fejlett országok közé sorolják.
Nincs hivatalos lista az újonnan iparosodott országokról.
A következőket gyakran sorolják közéjük:
- Az „öt ázsiai tigris”: Malajzia,[5] Indonézia,[5] Thaiföld,[5] Fülöp-szigetek,[5] Vietnám
- A „jaguárok”: Mexikó,[6] Chile, Kolumbia, Argentína
- BRICS országok: Brazília,[6] Oroszország, India,[6] Kína [5][6] és Dél-Afrika.[6]
- Törökország.[6]

Az alábbi táblázat azokat az országokat mutatja be, amelyeket a különböző szerzők és szakértők a 21. században következetesen újonnan iparosodott országnak tekintettek.
Megjegyzés: A táblázatban a zöld színű cellák a legmagasabb vagy legjobb értéket jelzik, míg a sárga színű cellák az ellenkezőjét, a legalacsonyabbat vagy legrosszabbat.
| ország                  | geopolitikai régió, kontinens | GDP (nominális) (millió USD, 2024 IMF) | GDP per fő (nominális) (USD, 2024 IMF) | GDP (PPP) (millió Int$, 2024 IMF) | GDP per fő (PPP) (Int$, 2024 IMF) | Gini-index 2011–19 | emberi fejlettségi index (HDI, 2022) | reál GDP növekedés 2022-ben |
| ----------------------- | ----------------------------- | -------------------------------------- | -------------------------------------- | --------------------------------- | --------------------------------- | ------------------ | ------------------------------------ | --------------------------- |
| Dél-afrikai Köztársaság | Afrika                        | 373,233                                | 5,975                                  | 1,025,930                         | 16,424                            | 64 (2018)          | 0.717 (magas)                        | 1.1                         |
| Brazília                | Latin-Amerika                 | 2,331,391                              | 11,352                                 | 4,273,668                         | 20,809                            | 44.9 (2019)        | 0.760 (magas)                        | 1.0                         |
| Mexikó                  | Latin-Amerika                 | 2,017,025                              | 15,249                                 | 3,434,224                         | 25,963                            | 41.8 (2019)        | 0.781 (magas)                        | 1.2                         |
| Kína                    | Ázsia                         | 18,532,633                             | 13,136                                 | 35,291,015                        | 25,015                            | 38.5 (2016)        | 0.788 (magas)                        | 4.4                         |
| India                   | Ázsia                         | 4,187,356                              | 2,930                                  | 14,594,460                        | 10,123                            | 35.3 (2018)        | 0.650 (közepes)                      | 7.5                         |
| Fülöp-szigetek          | Ázsia                         | 471,516                                | 4,130                                  | 1,391,800                         | 12,192                            | 42.3 (2019)        | 0.710 (magas)                        | 5.7                         |
| Malajzia                | Ázsia                         | 445,519                                | 13,315                                 | 1,305,942                         | 39,030                            | 41.1 (2019)        | 0.807 (nagyon magas)                 | 4.4                         |
| Indonézia               | Ázsia                         | 1,475,690                              | 5,271                                  | 4,720,542                         | 16,861                            | 38.2 (2018)        | 0.713 (magas)                        | 5.0                         |
| Thaiföld                | Ázsia                         | 548,890                                | 7,812                                  | 1,644,322                         | 23,401                            | 34.9 (2019)        | 0.803 (nagyon magas)                 | 3.7                         |
| Törökország             | Eurázsia                      | 1,113,561                              | 12,765                                 | 3,831,533                         | 43,921                            | 41.9 (2019)        | 0.855 (nagyon magas)                 | 2.1                         |
| Vietnám                 | Ázsia                         | 1,113,561                              | 12,765                                 | 3,831,533                         | 43,921                            | 41.9 (2019)        | 0.855 (nagyon magas)                 | 2.2                         |
| Chile                   | Latin-Amerika                 | 1,113,561                              | 12,765                                 | 3,831,533                         | 43,921                            | 41.9 (2019)        | 0.855 (nagyon magas)                 | 2.3                         |
| Oroszország             | Eurázsia                      | 1,113,561                              | 12,765                                 | 3,831,533                         | 43,921                            | 41.9 (2019)        | 0.855 (nagyon magas)                 | 2.4                         |